# Piechcin

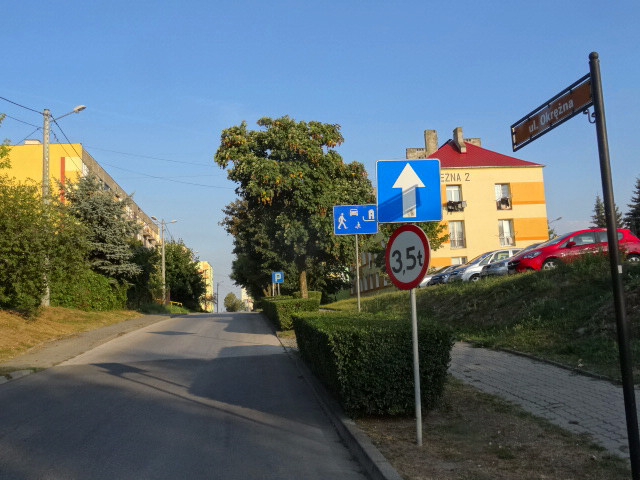
Ulica na osiedlu cementowni Kujawy w Piechcinie

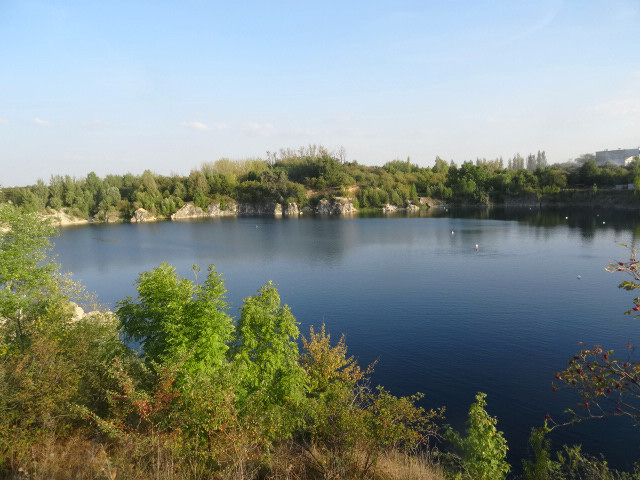
Jezioro Turkusowe powstałe w dawnym kamieniołomie wapienia

Piechcin (niem. Hansdorf bei Pakosch) – wieś w Polsce położona w województwie kujawsko-pomorskim, w powiecie żnińskim, w gminie Barcin, na północno-wschodnim skraju Pojezierza Gnieźnieńskiego, 44 km od Bydgoszczy, 16 km od Inowrocławia, 9 km od Barcina i 4 km od Pakości (droga wojewódzka nr 251), w obrębie regionu historyczno-etnograficznego zwanego Pałukami. Wieś jest siedzibą sołectwa Piechcin, w którego skład wchodzi również Aleksandrowo. Przez Piechcin przebiega trasa linii kolejowej (Inowrocław-Pakość-Barcin-Żnin), była na niej stacja, a obecnie bocznica Piechcin.
Dynamiczny rozwój Piechcina jest związany z występowaniem pokładów wapienia i margli jurajskich, których eksploatację rozpoczęto w 1860 roku oraz przemysłem cementowo-wapienniczym. Charakterystyczną cechą miejscowości jest podział na nowe osiedle mieszkaniowe i osiedle po byłym PGR. Osiedla przedzielone są drogą wojewódzką nr 251. Na terenie wsi znajdują się domy jednorodzinne i wielorodzinne. W nowej części dominują bloki administrowane przez Spółdzielnię Mieszkaniową „Kujawy”. 

## Historia
W dawnych dokumentach na określenie Piechcina spotykana jest nazwa Piekczino (1298), Peccyno (1362), Piekczino (1580) i wreszcie Piekocino i Piekcin. W latach 1815–1848 Piechcin został wcielony do Wielkiego Księstwa Poznańskiego, a w latach 1848-1918 do Prowincji Poznańskiej. Nosił wówczas niemiecką nazwę Hansdorf bei Pakosch, podobnie jak w latach 1939-1945. 
Przed II wojną światową wyodrębniano miejscowości: Piechcin i Piechcin-Wapniarnia, a wcześniej także Piechcin (obszar dworski). W wyborach powszechnych lokal wyborczy mieścił się w ówczesnej kantynie (obecnie kamienica mieszkalna przy ul. Radłowskiej).
Piechcin został zajęty przez Armię Czerwoną 21 stycznia 1945 roku, kończąc okres okupacji niemieckiej. Od 1950 roku istniał w Piechcinie Ośrodek Pracy Więźniów, który w rzeczywistości był obozem pracy przymusowej. Pracował w nim m.in. historyk Stanisław Gawlik. Obóz został zlikwidowany w czerwcu 1956 roku.
W okresie międzywojennym miejscowość administracyjnie należała do powiatu szubińskiego (województwo poznańskie), a w latach 1975–1998 do województwa bydgoskiego.
Piechcin kilkakrotnie odwiedzali Prymasi Polski: Józef Glemp, Józef Kowalczyk, Wojciech Polak.
W pobliskich kamieniołomach kręcone były poszczególne sceny seriali: Twarzą w twarz i "Misja: Afganistan" oraz filmu Disco polo (film).
W latach 1954–1971 wieś była siedzibą gromady Piechcin, po jej zniesieniu w gromadzie Barcin, a po reformie gminie Barcin.

## Kalendarium
- 1298 – Piechcin jest własnością Bartosza Przezdrzewica[12].
- 1362 – właścicielem Piechcina jest Hektor z Pakości z rodu Leszczyców[12][13].
- 1410 – król Władysław Jagiełło podążał przez Piechcin do Inowrocławia[12].
- 1579 – Piechcin należał do Jędrzeja Rudnickiego[13].
- 1793 – właścicielem Piechcina był Józef Łochowski[13].
- 1860 - właściciel ziemski w Bielawach Wilhelm Roloff podczas kopania studni na głębokości 10 m natrafił na kamień wapienny i rozpoczął jego wydobycie[13][14].
- 1896 - utworzono kamieniołom w centrum Piechcina.
- 16.02.1922 – urodził się Henryk Hałas – późniejszy poseł na Sejm PRL[15].
- 1923 – powstała Regionalna Orkiestra Dęta "Kujawy" w Piechcinie[12].
- 1924 – założono Ochotniczą Straż Pożarną w Piechcinie[12][13].
- 1925 – w Piechcinie powstały gimnastyczno-sportowe drużyny Sokoła[12][13].
- 1952 – powstał Klub Sportowy "Zagłębie" Piechcin[12][13].
- 1960 – w parku 100-lecia wybudowano muszlę koncertową. Spłonęła w 2002 roku[16][17].
- 1 września 1960 – pierwszy dzień nauki w Zasadniczej Szkole Podstawowej w Piechcinie[18].
- 1968 – powstały Ogródki Działkowe "Kalina" w Piechcinie[19].
- 28 marca 1978-1984 – przeorem klasztoru na Jasnej Górze w Częstochowie był związany z Piechcinem o. Konstancjusz Kunz[20].
- 31 stycznia 1980 – zmarł Henryk Hałas, jedyny jak dotychczas poseł na Sejm z Piechcina[15].
- 1 września 1981 – parafia w Piechcinie zostaje erygowana poprzez ks. kardynała Stefana Wyszyńskiego[21].
- 1990 – reaktywacja Piechcińskiego Bractwa Kurkowego.
- 27 maja 1991 – prymas Polski Kard. Józef Glemp konsekrował świątynię w Piechcinie.
- 12 marca 1999 – założono gimnazjum w Piechcinie.
- 26 maja 1999 – szczep Harcerski w Piechcinie otrzymuje imię Zdzisławy Bytnarowej.
- 2001 – powstała hala Sportowa w Piechcinie.
- 7 marca 2003 – powstał Zespół Publicznych Szkół nr 1 w Piechcinie.
- 2003 – powstał Klub Seniora "Białe Zagłębie".
- 1 grudnia 2006 – piechcinianin Michał Pęziak zostaje wybrany na burmistrza Miasta i Gminy Barcin.
- 2006 – powstaje cmentarz parafialny w Piechcinie.
- 26 listopada 2009 – oddanie do użytku kompleksu boisk sportowych "Moje Boisko – Orlik 2012".
- 8 listopada 2010 – uroczyste otwarcie nowego budynku Biblioteki Publicznej.
- 22 października 2011 – Wprowadzenie relikwii św. Jana Pawła II do kościoła w Piechcinie.

## Zabytki
Według rejestru zabytków NID na listę zabytków wpisany jest zespół pałacowy z 3 ćw. XIX w., nr rej.: 184/A z 15.06.1985: pałac Korytowskich z elementami neorenesansowymi, park i magazyn zbożowy.

## Przemysł

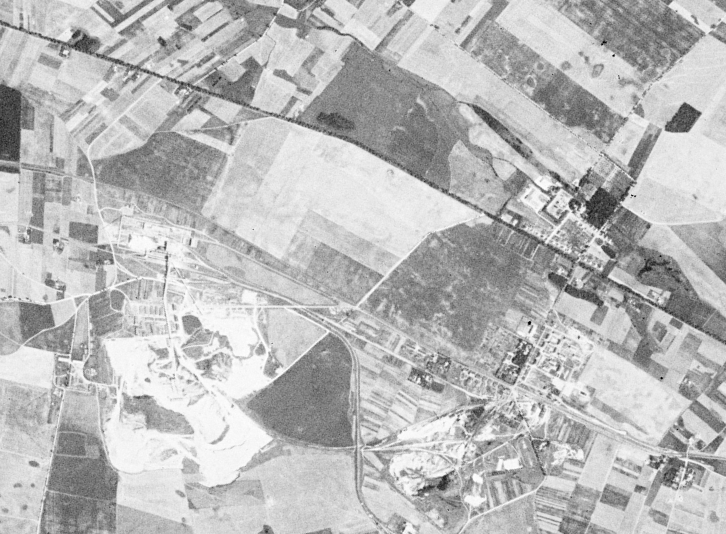
Piechcin, kamieniołomy Bielawy i Wapienno, i cementownia Kujawy, sfotografowane przez amerykańskiego satelitę wywiadowczego Corona 98 (KH-4A 1023) w dniu 23 sierpnia 1965 roku

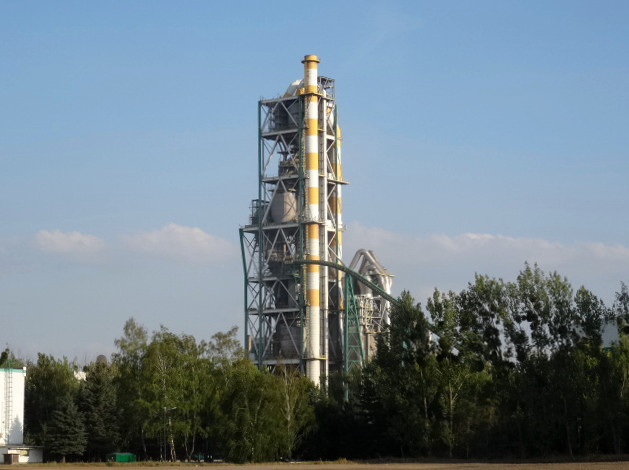
Wieża wymiennika cementowni Kujawy

Znajdują się tu złoża skał wapiennych, eksploatowane metodą odkrywkową. Pozostały wyrobiska o głębokości do 150 m. Najstarszy kamieniołom pochodzi z 1860 roku, kiedy to podczas wiercenia studni we wsi Bielawy, natrafiono na złoże kamienia wapiennego pochodzenia jurajskiego. Skały wapienne są tu bardzo czyste i stanowią surowiec do produkcji wapna i cementu. 
Pierwsza fabryka została założona przez Ryszarda Holtza i działała pod firmą Hansdorfer Kalwerke, Firma Holtz i Spółka. W 1882 roku Zakłady w Bielawach przejęły Gogolińsko-Górażdżańskie Zakłady Wapiennicze.
Już w roku 1909 funkcjonował drugi kamieniołom wykorzystujący w pracy wyciągi elektryczne zasilane z fabrycznej elektrowni. Używano także młotów pneumatycznych zasilanych ze sprężarek z napędem elektrycznym. Przemysłowe wydobycie wapienia na większą skalę zaczęło się w latach międzywojennych, kiedy właścicielem zakładów była spółka akcyjna Gogolińsko-Górażdżewska. W tym okresie w Piechcinie pracowała elektrownia o mocy 1,125 MW, która zasilała osiedle robotnicze i zakłady. W zakładzie pracowała kolejka wąskotorowa z rozległą siecią torów. Pięć pieców kręgowych typu Hoffmana do wypału wapna dawało w roku 1911 produkcję w wysokości 160 tys. ton. W czasie pierwszej wojny światowej Zakłady Wapiennicze przekształciły się w nowoczesny zakład przemysłowy w następstwie potrzeb wojennych i rozbudowy przemysłu w Niemczech. W roku 1918 nastąpił odpływ siły roboczej do Niemiec, a kamieniołom piechciński zalały wody gruntowe. W roku 1922 powstała polska spółka akcyjna pod nazwą Fabryka Wapna i Cementu Piechcin, Towarzystwo Akcyjne pod Pakością, która przyczyniła się do ustabilizowania produkcji. Spółka istniała do wybuchu II wojny światowej. W latach drugiej wojny światowej zmuszano Polaków do pracy w kamieniołomach w systemie dwuzmianowym 12 godzin na dobę bez dni wolnych. 
Po wojnie, początkowo pod władzą robotników, Zakłady działały pod nazwą Pomorskie Zakłady Przemysłu Wapienniczego w Piechcinie i Wapiennie. W wyniku podziału Pomorskich Zakładów Przemysłu Wapienniczego – Przedsiębiorstwa Państwowego wyodrębnionego w Bydgoszczy w 1951 roku powołano odrębne Pomorskie Zakłady Przemysłu Wapienniczego w Piechcinie, obejmujące zakłady w Piechcinie oraz i kamieniołom w Bielawach. Prowadziły one wydobycie kamienia wapiennego, produkcję i przerób wapna. W 1957 roku Zakład Produkcyjny w Wapiennie przekształcono w samodzielną jednostkę organizacyjną pod nazwą Zakłady Przemysłu Wapienniczego „Wapienno”. W 1957 roku wyodrębniono jako samodzielną jednostkę kamieniołomy w Bielawach, tworząc Zakłady Przemysłu Wapienniczego „Bielawy” w budowie. W 1960 roku nastąpiło ponowne połączenie zakładów w Piechcinie i Wapiennie pod nazwą Zakłady Przemysłu Wapienniczego Piechcin – Wapienno w Bielawach, a następnie w 1963 roku Zakładu w Bielawach. Dały one początek organizacji Kujawskim Zakładom Przemysłu Wapienniczego. W 1964 roku przyłączono do nich Zakłady w Czarnychgłowach, zamknięte w 1968 roku. Ostatecznie w 1969 roku zakład przekształcono w Kombinat Cementowo-Wapienniczy "Kujawy" w Bielawach.

## Edukacja
- Przedszkole publiczne
- Szkoła podstawowa im. Janusza Korczaka
- Publiczne gimnazjum nr 2
- Zespół Szkół Niepublicznych
- Centrum Kształcenia Ustawicznego

## Kultura
- Biblioteka publiczna
- Świetlica wiejska
- Regionalna orkiestra dęta "Kujawy"
- Harcerski zespół wokalny "Iskierki"

## Kościoły
- Parafia Matki Bożej Częstochowskiej i św. Barbary w Piechcinie

## Sport i rekreacja
- Klub Sportowy Zagłębie Piechcin – dawniej grający w III lidze, a obecnie w klasie A.
- Uczniowski Klub Sportowy
- Piechcińskie Bractwo Kurkowe
- „Centrum Nurkowe Piechcin”

## Ludzie związani z Piechcinem
- Henryk Hałas
- Stanisław Gawlik (historyk)
- Lucjan Broniewicz
- Józef Glemp
- Tadeusz Wolsza
- Juliusz Bogdan Deczkowski

## Turystyka
Miejscowość jest znana ze swych walorów podwodnych: w zalanym wapiennym kamieniołomie można nurkować. Jest to jeden z nielicznych kamieniołomów, który jest udostępniony do nurkowania w Polsce. Na dnie wyrobiska znajdują się m.in. maszyny zakładowe, samochody i jacht pełnomorski.
W maju 2013 roku nad piechcińskim kamieniołomem nagrywano sceny do programu telewizyjnego „Nie ma jak Polska” emitowanego w TVP 1, którego gospodarzami byli: Anna Karna i Maciej Orłoś.

## Krzyże, figury, miejsca pamięci
- Figura Matki Bożej na skrzyżowaniu ulic: Zaleska-Barcińska-11 Listopada
- Krzyż przydrożny przy ul. Radłowskiej (koło stadionu)
- Pomnik KUJAWY – pracownikom przy ul. 11 listopada (naprzeciwko Ośrodka Zdrowia)
- Pomnik z godłem Polski przy ul. Radłowskiej (obok Siedziby Spółdzielni)
- Figura Najświętszego Serca Pana Jezusa przy ul. 11 Listopada / Okrężnej